# Șevcenkove-Kut, Odesa
Șevcenkove-Kut (în ucraineană Шевченкове-Кут) este un sat în comuna Dobroslav din raionul Odesa, regiunea Odesa, Ucraina.

## Demografie
Componența lingvistică a localității Șevcenkove-Kut
     Ucraineană (100%)
Conform recensământului din 2001, toată populația localității Șevcenkove-Kut era vorbitoare de ucraineană (100%).